# Monty Python Sings
Monty Python Sings è una compilation di molte canzoni famose dei Monty Python pubblicata nel 1989.

## Tracce
1. Always Look on the Bright Side of Life – 3:33
2. Sit on My Face – 0:45
3. La canzone del taglialegna – 3:20
4. Penis Song (Not the Noël Coward Song) – 0:41
5. Oliver Cromwell Song – 4:10
6. Money Song – 0:52
7. Accountancy Shanty – 1:16
8. Finland – 2:01
9. Medical Love Song – 3:31
10. I'm So Worried – 2:57
11. Every Sperm Is Sacred – 4:34
12. Never Be Rude to an Arab – 1:00
13. I Like Chinese – 3:10
14. Eric the Half-a-Bee – 2:06
15. Brian Song – 2:35
16. La canzone dei filosofi – 0:52
17. Meaning of Life – 2:15
18. Knights of the Round Table – 1:06
19. All Things Dull and Ugly – 1:33
20. Decomposing Composers – 2:48
21. Henry Kissinger – 1:28
22. I've Got Two Legs – 0:33
23. Christmas in Heaven – 2:45
24. Galaxy Song – 2:41
25. Spam Song – 0:32